# Egressy G. Tamás
Egressy G. Tamás (Budapest, 1992. május 21. –) magyar rendező, színész, író, műfordító. A budapesti Spirita Társulat alapítója. A Szinkron Alapszervezet elnöke, a Színházi Dolgozók Szakszervezetének elnökségi tagja.

## Életrajza
Szülei Egressy Zoltán író és Bertalan Ágnes színésznő. Az Eötvös József Gimnáziumban érettségizett. 2015-ben diplomázott a Budapesti Metropolitan Egyetem mozgóképkultúra és médiaismeret szakán. 2014-ben alapította meg Budapesten a független Spirita Társulatot, mely 2022-ig működött, és 2019-ig a Bethlen Téri Színház rezidens prózai társulata volt. Anyaszínházán kívül a formáció a Spinoza Színházban, a Fészek Művészklubban, az Eötvös10 Közösségi és Kulturális Színtérben, az azóta megszűnt MüSziben, a Magyar Nemzeti Galériában és a Szépművészeti Múzeumban is fellépett.
Íróként 6 színművet jegyez (Pusztuló, Jazzkéz & Whisky, Mindennapi kenyerünket, Triázs, Pilátus, Mici). Rendezőként a 2022-es évadzárásig 19 előadáson dolgozott. A Spirita Társulatban elsősorban rendezőként és társulatvezetőként, alkalmanként színészként dolgozott, egészen a társulat 2022 májusi megszűnésééig.
2015-től szinkronfordítóként (Mafilm Audio), mellette 2019-től szinkronszínészként is dolgozik.
2018 és 2019 között színészmesterséget tanított a Paris Musical Műhelyben.
2021-től publicistaként a Magyar Hang rendszeres vendégszerzője.
2023-tól a Szinkron Alapszervezet megválasztott elnöke. 2024-től a Színházi Dolgozók Szakszervezetének elnökségi tagja.

## Színházi rendezései, munkái
- William Shakespeare: Rómeó & Júlia[15] (2014, Bethlen Téri Színház, ford.: Nádasdy Ádám) - rendező
- Szophoklész: Antigoné 015[16] (2015, Bethlen Téri Színház, ford.: Egressy G. Tamás) - rendező
- William Shakespeare: Hamlet: Let That Motherf*cker Burn[17] (2015, Bethlen Téri Színház, ford.: Nádasdy Ádám) - rendező, színész
- Egressy G. Tamás: Pusztuló[18] (2016, Bethlen Téri Színház) - író, rendező, színész
- William Shakespeare: Macbeth[19] (2017, Bethlen Téri Színház, ford.: Kállay Géza) - rendező
- Jean-Paul Sartre: Zárt tárgyalás[20] (2017, Bethlen Téri Színház, ford.: Hegedűs Zoltán) - rendező
- Korcsmáros András: Túlvilági utazók[21] (2017, Eötvös10 Közösségi és Kulturális Színtér) - rendező
- Neil LaBute Bársonyos reggel[22] (2017, pinoza Színház], ford.: Egressy G. Tamás) - rendező, színész
- Aaron Sorkin: iJobs[23] (2017, Bethlen Téri Színház, ford.: Egressy G. Tamás) - rendező, színész
- William Shakespeare: #SzentivánéjiÁlom[24] (2018, Bethlen Téri Színház, ford.: Nádasdy Ádám) - rendező
- Egressy G. Tamás: Jazzkéz & Whisky[25] (2018, Bethlen Téri Színház) - író, rendező, színész
- Andrew Neiderman A Sátán ügyvédje[26] (2018, Bethlen Téri Színház, Fészek Művészklub, koprodukció a TükörKép Társulattal, ford.: Egressy G. Tamás) - rendező
- Agatha Christie: 10 kicsi néger[27] (2018, Bethlen Téri Színház, ford.: Egressy G. Tamás) - rendező
- Neil LaBute Bársonyos reggel II.[28] (2019, Fészek Művészklub, ford.: Egressy G. Tamás) - rendező, színész
- Stuart Hazeldine V.I.Z.S.G.A.[29] (2019, Fészek Művészklub, koprodukció a TükörKép Társulattal, ford.: Egressy G. Tamás) - rendező, színész
- Egressy G. Tamás: Mindennapi kenyerünket[30] (2019, Fészek Művészklub, FÉM Színház) - író, rendező, színész
- Larry Cohen - Egressy G. Tamás: Fülke[31] (2019, Spinoza Színház) - rendező, színész
- Popper Péter: Isten komédiásai[32] (2020, Spinoza Színház) - rendező
- Egressy G. Tamás: Addams Family (TM)[33] (2020, Bethlen Téri Színház) - író, rendező
- Benedek Dániel - Egressy G. Tamás: Variációk egy rablásra[34] (2021, Csiky Gergely Színház) - író
- Egressy G. Tamás: Pilátus[35] (2021, Spinoza Színház) - író, rendező, színész
- Klaus Mann - Egressy G. Tamás: Mephisto[36] (2022, Bethlen Téri Színház) - író, rendező
- Gyuricza - Egressy G. Tamás: Urbán Erotika[37] (2023, RS9 Színház) - író
- Egressy G. Tamás: Mici[38] (2024, Dante Közösségi Alkotótér) - író, színész

## Színházi szerepei
- Szophoklész: Antigoné 015 (2015, Bethlen Téri Színház) - Kreón
- William Shakespeare: Hamlet: Let That Motherf*cker Burn (2015, Bethlen Téri Színház) - Horatio
- Egressy G. Tamás: Pusztuló (2016, Bethlen Téri Színház) - Szkácsik Piusz atya
- William Shakespeare: Macbeth (2017, Bethlen Téri Színház) - MacDuff
- Neil LaBute Bársonyos reggel (2017, Spinoza Színház) - Pál
- Korcsmáros András - Mary Shelley: Frankenstein (2017, AAK Stúdió, Eötvös10 Közösségi és Kulturális Színtér, rend.: Korcsmáros András) - Victor Frankenstein
- Aaron Sorkin: iJobs (2017, Bethlen Téri Színház) - Steve Jobs
- Egressy G. Tamás: Jazzkéz & Whisky (2018, Bethlen Téri Színház) - Méhey Konnor
- Neil LaBute Bársonyos reggel II. (2019, Fészek Művészklub) - Pál
- Stuart Hazeldine V.I.Z.S.G.A. (2019, Fészek Művészklub, koprodukció a TükörKép Társulattal) - Fehér
- Kevin Smith: Dogma (2019, AAK Stúdió, Három Holló, rend.: Korcsmáros András) - Metatron
- Egressy G. Tamás: Mindennapi kenyerünket (2019, Fészek Művészklub) - Fondás "Von Dash" Csongor
- Larry Cohen - Egressy G. Tamás: Fülke (2019, Spinoza Színház) - A Hívó
- Egressy G. Tamás: Pilátus (2021, Spinoza Színház) - Pilátus
- Egressy G. Tamás: Mici[38] (2024, Dante Közösségi Alkotótér) - Pigniczky Mór (Pigi)

## Filmrendezései
- Angyalok terápiája[39] (websorozat, 4 epizód, 2013)
- Bátrak cirkusza[40] (kisjátékfilm, 2015)

## Filmszerepei
- Angyalok terápiája (2013, websorozat) - Vantro
- Leo és Léna (2018, rövidfilm) - Valerio
- Jóban Rosszban (2019) - Bozsik Simon
- A Vörös Gróf - Károlyi Mihály bűnei (2020) - Edvard Benes

## Műfordítói munkái
- Jami Attenberg: A felnőttkor küszöbén (All Grown Up - Alexandra Kiadó, 2019)
- Jenna Ortega: Minden szeretet - Szív és lélek tükröződése (All Is Love - Reflections for Your Heart & Soul - Édesvíz Kiadó, 2023)

## Publicisztikái
- Nyitás-nyomás[41] (Magyar Hang, 2021. május 7.)
- Tematika[42] (Magyar Hang, 2021. július 2.)
- Álld meg[43] (Magyar Hang, 2021. augusztus 7.)
- Ruha teszi[44] (Magyar Hang, 2021. szeptember 17.)
- A nagy Squid Game félreértés[45] (Magyar Hang, 2021. december 13.)
- Jönnek a Hendrik Höfgenek[46] (Magyar Hang, 2022. január 20.)
- Tisztelt Választópolgár[47] (Magyar Hang, 2022. február 11.)
- Demó[48] (Magyar Hang, 2022. február 26.)
- Alkalmazás törlése[49] (Magyar Hang, 2022. április 1.)
- Csendes többség[50] (Magyar Hang, 2022.június 24.)
- Kataklizma[51] (Magyar Hang, 2022. július 12.)
- Ebben a kis háborúban[52] (Magyar Hang, 2022. július 21.)
- Jenki földje[53] (Magyar Hang, 2022. augusztus 9.)
- "Döbbenet! Ezt mindenképpen olvasd el!"[54] (Magyar Hang, 2022. szeptember 5.)
- Vezércsel[55] (Magyar Hang, 2022. szeptember 18.)
- Súlypontok, avagy most akkor mi a baj?[56] (Magyar Hang, 2022. október 22.)
- A szimbólumok természetéről (Magyar Hang, 2023. január 3.)
- Sárkányok anyja (Magyar Hang, 2023. március 5.)
- Libsi bubuk (Magyar Hang, 2023. április 11.)
- Kár és öröm (Magyar Hang, 2023. július 25.)
- Közeleg a tél - Mesterséges intelligencia a spájzban (Magyar Hang, 2023. szeptember 17.)
- Demokrácianyelv (Magyar Hang, 2023. november 11.)
- Akarsz-e játszani? (Magyar Hang, 2024. január 13.)
- Gagyitéboly (Magyar Hang, 2024. június 5.)
- Szabadság, szerelik (Magyar Hang, 2024. szeptember 8.)
- Mivan (Magyar Hang, 2024. december 13.)
- Mi a közös a páleszben és a karlendítésben? (Magyar Hang, 2025. január 22.)
- Részvétemiség (Magyar Hang, 2025. január 26.)
- Te szülj nekem (Magyar Hang, 2025. április 13.)
- Szabadságharc (egy szó) (Magyar Hang, 2025. június 1.)
- Az űrről szól, úgy általában – Budapest Pride 2025 (Magyar Hang, 2025. június 25.)
- Autentikus (Magyar Hang, 2025. július 28.)

## Szinkronfordítói munkái
- A gesztenyeember - Limited Series (The Chestnut Man, 2021) Netflix
- Csodatévők - 3. évad (Miracle Workers, 2021) HBO
- Állati természet - 1-2. évad (Animal, 2021) Netflix
- Nyerd meg az életed - 1. évad (Squid Game, 2021) Netflix
- A 81-es számú archívum - 1. évad (Archive 81, 2021) Netflix
- Az örökösnő álarca mögött - Limited Series (Inventing Anna, 2022) Netflix
- Lövés a szívbe - kisjátékfilm (Heart Shot, 2022) Netflix
- Worzel Gummidge - 1-2-3. évad (Worzel Gummidge, 2022) HBO
- Emily Párizsban - 1. évad (Emily in Paris, 2020) Netflix
- Túlélő - játékfilm (The Survivor, 2022) HBO
- A Veszett, a fej(sze) és a mocskos fekete zsák - 1. évad (That Dirty Black Bag, 2022) HBO
- Emily Párizsban - 2. évad (Emily in Paris, 2020) Netflix
- Life And Beth - 1. évad (Life And Beth, 2022) HBO
- Kung Fu Panda: A Sárkánylovag - 1. évad (Kung Fu Panda: Dragon Knight, 2021) HBO
- House Party - játékfilm (2022) HBO
- Hellraiser - játékfilm (2022) Disney+
- Kung Fu Panda: A Sárkánylovag - 2. évad (Kung Fu Panda: Dragon Knight, 2021) HBO
- Háromezer év vágyakozás - játékfilm (Three Thousand Years Of Longing, 2022) FilmNation
- Barbár - játékfilm (Barbarian, 2022) 20th Century Fox
- Igazi amerikai horror sztori - Limited Series (Captive Audience, 2022) Disney+
- Francia kalamajka - 1-2. évad (Les Amateurs, 2022) Disney+
- Dahmer - Szörnyeteg: A Jeffrey Dahmer sztori - Limitált sorozat (Dahmer - Monster: The Jeffrey Dahmer Story, 2022) Netflix
- Wednesday - 1. évad (2022) Netflix
- Emily Párizsban - 3. évad (Emily in Paris, 2022) Netflix
- Outer Banks - 3. évad (Outer Banks - Season 3, 2022) Netflix
- Wu-Tang: Egy amerikai saga - 3. évad (Wu-Tang: An American Saga - Season 3, 2023) Disney+
- Mi is élünk - játékfilm (We Are Living Things, 2023) HBO Max
- A 100 legrátermettebb - Limited Series (Physical: 100, 2023) Netflix
- Rimini - játékfilm (Rimini, 2023) HBO Max
- Ez csodás! - játékfilm (C'est Magnifique! 2023) HBO Max
- Bolygónk csodái 1-2. évad (Our Planet - Season 1-2, 2019, 2023) Netflix
- Bert, a csúcsfegyver - játékfilm (The Machine, 2023) Sony
- Hullagyáros 2. - játékfilm (Accident Man 2, 2023) Destination Films
- Az elveszett király - játékfilm (The Lost King, 2023) HBO Max
- Egy kínai Amerikája - 1. évad (American Born Chinese - Season 1, 2023) Disney+
- Több, mint narvál - 1-2. évad (Not Quite Narwhal, 2023) Netflix
- Miraculous: Katicabogár és Fekete Macska kalandjai - játékfilm (Miraculous: Ladybug and Cat Noir - The Movie, 2023) Cinema City
- Hogyan váljunk szektavezérré - Limited Series (How To Become a Cult Leader, 2023) Netflix
- Csodatévők - 4. évad (Miracle Workers - Season 4, 2023) HBO Max
- Az ajánlat - Limited Series (The Offer, 2023) SkyShowTime
- Tolvajnők - játékfilm (Voleuses, 2023) Netflix
- Dumb Money - játékfilm (Dumb Money, 2023) Sony
- Freestyle - játékfilm (Freestyle, 2023) Netflix
- Kung Fu Panda: A Sárkánylovag - 3. évad (Kung Fu Panda: The Dragon Knight - Season 3, 2023) Netflix
- Golda - játékfilm (Golda, 2023) Cinema City
- Joy Ride - játékfilm (Joy Ride, 2023) Peacock
- Twisted Metal - 1. évad (Twisted Metal, 2023) Peacock, Max
- Hogyan váljunk maffiafőnökké - Limited Series (How To Become a Mob Boss, 2023) Netflix
- Van valami a pajtában - játékfilm (There's Something in the Barn, 2023) Sony Pictures
- Nem versz át - Limited Series (Fool Me Once, 2024) Netflix
- Működő test - Limited Series (A Body That Works, 2024) Netflix
- Priscilla - játékfilm (Priscilla, 2024) A24
- Knuckles - 1. évad (Knuckles, 2024) Paramount+
- Hogyan robbants csővezetéket - játékfilm (How to Blow up a Pipeline, 2024) Max
- Úriemberek - 1. évad (The Gentlemen, 2024) Netflix
- Lázadás - játékfilm (Riot, 2024) Max
- Mindenütt férfi - játékfilm (It's Raining Men / Iris et les Hommes, 2024) ADS
- Szörnyek cirkusza - játékfilm (Freaks Out, 2024) Max
- A bérgyilkos, aki nem is volt - játékfilm (Hit Man, 2024) Netflix
- Jó kislányok kézikönyve gyilkossághoz - 1. évad (A Good Girl's Guide to Murder, 2024) Netflix
- Csodák könyve - játékfilm (The Book of Clarence, 2024) Max
- Emily Párizsban - 4. évad (Emily in Paris, 2024) Netflix
- A szer - játékfilm (The Substance, 2024) Working Title
- Funny Woman - 2. évad (Funny Woman, 2024) SkyShowtime
- Valami különös - játékfilm (Oddity, 2024) Shudder
- Joy - Az élet csodája - játékfilm (Joy, 2024) Netflix
- Outer Banks - 4. évad (Outer Banks - Season 4, 2024) Netflix
- A csíny - játékfilm (The Prank, 2024) Max
- Marmalade - játékfilm (Marmalade, 2024) Max
- Maria - játékfilm (Maria, 2025) ADS Service
- Derült égből karácsony - játékfilm (A Sudden Case of Christmas, 2024) Notorious
- Kivérző szerelem - játékfilm (Love Lies Bleeding, 2024) A24
- Nyerd meg az életed - 2. évad (Squid Game 2, 2024) Netflix
- Így készült a Nyerd meg az életed 2. - dokumentumfilm (Squid Game - Making Season 2, 2025) Netflix
- Kutyák dombja - Limited Series (Hound's Hill, 2025) Netflix
- Amerikai irodalom - játékfilm (American Fiction, 2023/2025) HBO Max
- Nulladik nap - Limited Series (Zero Day, 2025) Netflix
- Sárkányszív: Bosszú - játékfilm (Dragonheart: Vengeance, 2020/2025) Universal
- Mérgező város - Limited Series (Toxic Town, 2025) Netflix
- Az utolsó megálló Yuma megyében - játékfilm (The Last Stop in Yuma County, 2023/2025) HBO Max
- Pulzus - 1. évad (Pulse, 2025) Netflix
- Futás! - játékfilm (Running on Sand, 2025) HBO Max
- K.O. - játékfilm (2025) Netflix
- A vihar túlélői - Limited Series (The Survivors, 2025) Netflix
- Ez egy olyan nap - játékfilm (One of Them Days, 2025) HBO Max
- 414-es zóna - játékfilm (Zone 414, 2021/2025) Universal
- Nyerd meg az életed - 3. évad (Squid Game 3, 2025) Netflix
- Beszélgetések a Nyerd meg az életed című sorozatról - dokumentumfilm (Squid Game in Conversation, 2025) Netflix
- A gonosz gyám - játékfilm (The Bad Guardian, 2024/2025) Allegheny
- Wednesday - 2. évad (2025) Netflix